# Hrastova sjajnica
Hrastova sjajnica (latinski Ganoderma lucidum, japanski reishi, kineski lingzhi) ljekovita je gljiva iz porodice Ganodermataceae. 

## Opis
Gljiva ima sjajan, kožast i tvrd klobuk, promjera do 20 cm. Donja je strana klobuka presvučena porama bjelkaste boje, gustoća kojih je 4 do 5 na četvorni milimetar. Boja klobuka obično je žuta, crvenkastosmeđa ili crvenkastocrna. Stručak je smeđ ili skoro crn, van središnje osi ili na rubu.

## Osobine
Raste kao saprofit ili parazit na stablima ili panjevima većinom listopadnog drveća. Najčešće raste na hrastu, vrlo rijetko na smreki i arišu.

## Raširenost
Gljiva ne raste samo u Kini i Japanu gdje je od davnine cijenjena ljekovita gljiva. Ima je i u Hrvatskoj, prije svega u Gorskom kotaru te na Velebitu, no nije baš česta.

## Sastav
Sudeći po najnovijoj literaturi u gljivi je identificirano više od 400 bioaktivnih spojeva. Glavni bioaktivni identificirani spojevi su polisaharidi i triterpenoidi.

## Uporaba
Hrastova se sjajnica koristiti za pripravu čaja ili alkoholnog ekstrakta. Postoji veliki broj komercijalnih pripravaka koji sadrža plodna tijela ili micelij ove gljive. Znanstveno je dokazano djelovanje na razne tumore, AIDS, bakterije Aspergillus niger, Escherichia coli, Candida albicans, Bacillus cereus.[nedostaje izvor]
Linzhi se spominje u mnogim drevnim kineskim medicinskim knjigama: Travar Shen Nong (Shen Nong Ben Cao Jing), Kompendij ljekovitih tvari i dr. Monografija Ben Cao Gan Mu opisuje Linzhi kao »vrhunski« lijek, što znači najdragocjeniji, nebeski lijek za bolesti. Također u knjizi detaljno opisuju karakteristike i metode primjene terapijskog djelovanja Linchzhi: »... miris nije oštar, blago gorak okus, namijenjen uklanjanju sluzi u prsima, povećanju chi (snagu) srca, hrani srednji dio tijela, jača pamćenja.« Lijekovi na bazi hrastove sjajnice proširuju koronarnu arteriju srca, obogaćuju krv kisikom, uklanjaju koronarnu bolest srca (CHD), sprečavaju infarkt miokarda, normalizirati srčane aktivnosti, uključujući i bronhijalna astma, neurasthenia, gastritis, bolesti jetre. U Kini, gljiva se aktivno koristi u liječenju svih vrsta alergija.[nedostaje izvor]
Intenzivno istraživanje Ganoderme u posljednjim desetljećima pokazalo je da biološki aktivne tvari izolirane iz ove gljive imaju imunomodulatorno, antitumorsko, antivirusno i antibiotičko djelovanje, snižavaju masnoće, djeluju hipoglikemijski, hepatoprotektivno, genoprotektorno, protuupalno, protualergijski, antioksidativno, te mogu regulirati rad kardiovaskularnog, dišnog i živčanog sustava.

## Uzgoj
Hrastova sjajnica se uzgaja na oblicama bjelogoričnog drveća ili na njihovoj piljevini. Za uzgoj na piljevini je nakon punjenja u vreće supstrata od čiste piljevine potrebna njegova sterilizacija i naseljavanje micelijem u sterilnim uvjetima. Stupići prorastaju na temperaturi od 20 do 27°C bez svjetlosti, a jednom kad su vrećice do kraja proraštene potrebno je osigurati do 12 sati svjetlosti dnevno. Nakon što je vrećica proraštena vadi se filter s vrha vrećice i kroz taj otvor rastu gljive.
Način rasta gljive reishi ovisi o razini CO2 u zraku: ako je ona visoka (2-4%) gljiva raste u duljinu, a jednom kada pronađe svjež zrak ili joj se zrak dovede, gljiva se počinje širiti u oblik lepeze te se na donjoj strani pojavljuju pore za izbacivanje spora.

### Knjige
- Jan Lelley: Die Heilkraft der Pilze. ECON, Düsseldorf, München 1997.
- Christopher Hobbs: Medicinal Mushrooms. Botanica Press, Santa Cruz 1995.
- Božac,R;Mužic,S. Kuhanje i ljekovitost gljiva,Zagreb 1997.
- Willard T. Reishi mushroom: herb of spiritual potency and medical wonder. — Issaquah, Washington: Sylvan Press. 1990.

### Periodika
- Xie, J.T.; Wang, C.Z.; Wicks, S.; Yin, J.J.; Kong, J.; Li, J.; Li, Y.C.; Yuan, C.S. 2006. Ganoderma lucidum extract inhibits proliferation of SW 480 human colorectal cancer cells. Exp Oncol. 28 (1): 25–9. PMID 16614703. Inačica izvorne stranice arhivirana 18. srpnja 2012. Pristupljeno 8. kolovoza 2012.
- Müller, C.I.; Kumagai, T.; O’kelly, J.; Seeram, N.P.; Heber, D.; Koeffler, H.P. 2006. Ganoderma lucidum causes apoptosis in leukemia, lymphoma and multiple myeloma cells. Leukemia Research. 30 (7): 841–848. doi:10.1016/j.leukres.2005.12.004. PMID 16423392
- Gao, Y.; Tang, W.; Dai, X.; Gao, H.; Chen, G.; Ye, J.; Chan, E.; Koh, H.L.; Li, X.; Zhou, S. 2005. Effects of water-soluble Ganoderma lucidum polysaccharides on the immune functions of patients with advanced lung cancer. J Med FoodTimo H. J. 8 (2): 159–168. doi:10.1089/jmf.2005.8.159
- Lindequist, U.; Niedermeyer, T.H.J.; Jülich, W.D. 2005. The pharmacological potential of mushrooms. Evid Based Complement Alternat Med. 2 (3): 285–99. doi:10.1093/ecam/neh107. PMC 1193547. PMID 16136207. Inačica izvorne stranice arhivirana 27. travnja 2009. Pristupljeno 8. kolovoza 2012.
- Tanaka, S.; Ko, K.; Kino, K.; Tsuchiya, K.; Yamashita, A.; Murasugi, A.; Sakuma, S.; Tsunoo, H. 1989. Complete amino acid sequence of an immunomodulatory protein, ling zhi-8 (LZ-8). An immunomodulator from a fungus, Ganoderma lucidum, having similarity to immunoglobulin variable regions. J. Biol. Chem. 264 (28): 16372–7. PMID 2570780
- Murasugi, A.; Tanaka, S.; Komiyama, N.; Iwata, N.; Kino, K.; Tsunoo, H.; Sakuma, S. 1991. Molecular cloning of a cDNA and a gene encoding an immunomodulatory protein, Ling Zhi-8, from a fungus, Ganoderma lucidum. J. Biol. Chem. 266 (4): 2486–93. PMID 1990000

- Oka S, Tanaka S, Yoshida S, et al. A water-soluble extract from culture medium of Ganoderma lucidum mycelia suppresses the development of colorectal adenomas. Hiroshima J Med Sci. Mar 2010;59(1):1-6.

- Yan B, Meng X, Shi J, et al. Ganoderma lucidum spore induced CA72-4 elevation in gastrointestinal cancer: a five-case report. Integr Cancer Ther. Mar 2014;13(2):161-166.

- Klupp NL, Kiat H, Bensoussan A, et al. A double-blind, randomised, placebo-controlled trial of Ganoderma lucidum for the treatment of cardiovascular risk factors of metabolic syndrome. Sci Rep. Aug 11 2016;6:29540.

- Jin X, Ruiz Beguerie J, Sze DM, et al. Ganoderma lucidum (Reishi mushroom) for cancer treatment. Cochrane Database Syst Rev. Apr 05 2016;4:Cd007731.

- Wang C, Shi S, Chen Q, et al. Antitumor and Immunomodulatory Activities of Ganoderma lucidum Polysaccharides in Glioma-Bearing Rats. Integr Cancer Ther. Sep 2018;17(3):674-683.

- Wu K, Na K, Chen D, et al. Effects of non-steroidal anti-inflammatory drug-activated gene-1 on Ganoderma lucidum polysaccharides-induced apoptosis of human prostate cancer PC-3 cells. Int J Oncol. Dec 2018;53(6):2356-2368.

- Guggenheim AG, Wright KM, Zwickey HL. Immune Modulation From Five Major Mushrooms: Application to Integrative Oncology. Integr Med (Encinitas). Feb 2014;13(1):32-44.

- Liu J, Mao JJ, Li SQ, Lin H. Preliminary Efficacy and Safety of Reishi & Privet Formula on Quality of Life Among Non-Small Cell Lung Cancer Patients Undergoing Chemotherapy: A Randomized Placebo-Controlled Trial. Integr Cancer Ther. 2020 Jan-Dec;19:1534735420944491.

## Vanjske poveznice
Ljekovita hrastova sjajnica. www.fungi-perfecti.hr. Pristupljeno 12. srpnja 2021.